# Ли Кэдвелл, Линда
Линда Ли Кэдвелл (англ. Linda Lee Cadwell, в девичестве — Линда Э́мери (род. 21 марта 1945) — американская учительница и писательница. Жена Брюса Ли; мать Брэндона Ли.

## Биография
Родилась 21 марта 1945 года в Эверетте (штат Вашингтон) в семье Вивиан и Эверетта Эмери. Семья была баптистами, потомками шведов и англичан. Линда Эмери познакомилась с Брюсом в Гарфилдской высшей школе в Сиэтле, куда он приехал продемонстрировать искусство кунг-фу. В то время Брюс посещал Университет Вашингтона. Случайно Эмери пришла к нему учиться кунг-фу, также приехав в Университет Вашингтона.
В колледже она также продолжила брать уроки кунг-фу. Свадьба Брюса Ли и Линды Эмери состоялась 17 августа 1964 года. В браке родились дети — Брэндон и Шеннон. 20 июля 1973 года во время съёмок Брюс Ли внезапно умер.
Впоследствии Линда Ли вышла замуж в 1988 году за Тома Бликера, однако через два года пара развелась. В третий раз Ли вышла замуж за биржевого брокера Брюса Кэдвелла в 1991 году и переехала в Бойзе (Айдахо). В 1996 году Бликер опубликовал книгу, в которой представил свою версию смерти Брюса Ли. Линда Ли Кэдвелл попыталась воспрепятствовать публикации, однако не преуспела.
Сын Брендон погиб во время съёмок фильма «Ворон» 31 марта 1993 года. Линда и невеста Брэндона Ли Элиза Хаттон начали внесудебные разбирательства с продюсерами фильма в 1993 году, в итоге фильм вышел на экраны в 1994 году.
Линда Кэдвелл продолжала развивать стиль Брюса Ли джиткундо до 2001 года, пока не прекратила занятия. Делами семьи стала управлять её дочь Шеннон. Вместе с зятем, Яном Кислером, они основали Фонд Брюса Ли, некоммерческую организацию, посвященную распространению философии Брюса Ли и боевым искусствам.

### Книги
В 1975 году Линда Ли выпустила книгу «Брюс Ли: Мужчина, которого знала только я», по которой в 1993 году был снят фильм «Дракон: История Брюса Ли». Её роль сыграла актриса Лорен Холли. В 1989 году вышла книга Линды «История Брюса Ли» (ISBN 0-89750-121-7).